# Ämterstabilität
Die Ämterstabilität ist ein Grundsatz des deutschen Beamtenrechts.
Er betrifft insbesondere die Problematik der Konkurrentenklagen gegen vorgezogene Bewerber, z. B. im Streit um eine Beförderung oder Einstellung. Danach soll die einmal erfolgte Ernennung eines Beamten nicht mehr durch Rechtsbehelfe eines konkurrierenden Bewerbers rückgängig gemacht werden können. Einmal erfolgte Ernennungen sind danach rechtsbeständig, wenn nicht einer der im Beamtenrecht erschöpfend aufgezählten Gründe vorliegt, unter denen die Nichtigkeit des Beamtenverhältnisses festgestellt oder die Ernennung zurückgenommen werden kann (vgl. §§ 11, 12 Bundesbeamtengesetz; bzw. die entsprechenden Normen des Beamtenrechtsrahmengesetzes sowie der Landesbeamtengesetze).
Die Formenstrenge der begrenzten Rücknahmemöglichkeiten der Ernennung wird dabei als ein von Art. 33 Abs. 5 Grundgesetz geschützter hergebrachter Grundsatz des Berufsbeamtentums gesehen. Andere Begründungen für die Ämterstäbilität sind der Grundsatz der Rechtssicherheit, das Vertrauen der Öffentlichkeit auf die Beamteneigenschaft sowie das schutzwürdige Vertrauen des ernannten Beamten. Sein Persönlichkeitsinteresse geriete in einen unlösbaren Konflikt mit dem Rechtsschutzinteresse des abgewiesenen Bewerbers, wenn die Gefahr einer Kassation der Ernennung bestünde.
In der verwaltungsgerichtlichen Rechtsprechung wird der Rechtsschutz des unterlegenen Bewerbers grundsätzlich nur im Verfahren des vorläufigen Rechtsschutzes gemäß § 123 Abs. 1 VwGO gesehen, wonach vor der Ernennung eine einstweilige Anordnung gegen die Ernennung ergehen kann.
Der Grundsatz der Ämterstabilität kann daher dazu führen, dass selbst dann, wenn die Ernennung des vorgezogenen Bewerbers rechtswidrig war, z. B. weil er nur aufgrund seiner guten (politischen) Beziehungen zur Behördenspitze ernannt wurde (sogenannte Ämterpatronage), sie nicht mehr im Wege einer Konkurrentenklage des unterlegenen Bewerbers aufgehoben werden kann.
Kritische Stimmen bejahen hingegen die Möglichkeit einer Anfechtungsklage gegen die Ernennung und lehnen den Grundsatz der Ämterstabilität ab. Sie meinen in der Ernennung des anderen einen Verwaltungsakt mit Doppelwirkung zu sehen, der den Konkurrenten belaste und deshalb anfechtbar sei. Der nicht ernannte Bewerber sei allein schon aufgrund der Tatsache betroffen, dass die Ernennung ohne Aufhebungsmöglichkeit eine unüberwindbare Barriere schaffe. Begründet wird dies insbesondere damit, dass andernfalls die von Art. 19 Abs. 4 GG geschützte Rechtsschutzgarantie verletzt würde. Der Grundsatz der Ämterstabilität beschneidet danach das subjektive Recht des unterlegenen Bewerbers auf rechtmäßige Auswahl anhand der Kriterien des Art. 33 Abs. 2 GG: Jeder Deutsche hat nach seiner Eignung, Befähigung und fachlichen Leistung gleichen Zugang zu jedem öffentlichen Amte.
Die Problematik ist erneut in Bewegung geraten, als das Bundesverwaltungsgericht in einem obiter dictum zu einer Entscheidung vom 13. September 2001 (DVBl. 2002, S. 203) die bisherige Rechtsprechung zur Ämterstabilität in Frage gestellt hat. Diese Entscheidung wurde in der Fachwelt als „Paukenschlag“ (Ulrich Battis) angesehen und vielfach begrüßt. In einer weiteren aktuellen Entscheidung zur beamtenrechtlichen Konkurrentenklage hat das Bundesverwaltungsgericht nunmehr festgestellt, dass dann, wenn die Besetzung der Stelle mit dem Konkurrenten gegen eine diese Besetzung untersagende einstweilige Anordnung verstoße, der im vorläufigen Rechtsschutz obsiegende Beamte seinen Bewerbungsverfahrensanspruch im Hauptsacheverfahren auf Neubescheidung seiner Bewerbung weiterverfolgen könne. Dies setze aber nicht die Möglichkeit voraus, die bereits erfolgte Ernennung des Konkurrenten aufzuheben, vielmehr habe der Dienstherr neue Stellen zu schaffen (BVerwGE 118, 370). Das Bundesverwaltungsgericht ist der Ansicht, dass dies haushaltsrechtlich möglich sei. Dieser Aspekt ist jedoch noch nicht ausdiskutiert.
Jedenfalls hat das Bundesverwaltungsgericht damit der Ämterstabilität noch nicht die vielfach geforderte Absage erteilt. Der höchstrichterlichen Rechtsprechung kann jedoch durchaus zu Recht vorgeworfen werden, dass sie hierzu derzeit „schlingert“.